# Erik Colombo
Erik Héctor Colombo Castagnino (Montevideo, Uruguay, 14 de setiembre de 1921 - Montevideo, Uruguay, 28 de noviembre de 1982), fue un magistrado uruguayo, miembro de la Suprema Corte de Justicia de su país desde 1981 hasta su muerte.

## Primeros años
Nació en Montevideo el 14 de setiembre de 1921, hijo de Héctor Oscar Colombo Herosa y Estela Águeda Castagnino Gardone.
Cursó estudios en la Facultad de Derecho de la Universidad de la República hasta obtener el título de abogado.

## Juez de Paz en el interior
En 1950 ingresó a la carrera judicial al ser nombrado Juez de Paz de la 1° sección judicial de Río Negro con sede en Fray Bentos.

## Juez de Paz en la capital
En marzo de 1952 fue trasladado al Juzgado de Paz de la 3° sección judicial de Montevideo.

## Juez Letrado en el interior
En junio de 1954 fue ascendido a Juez Letrado, siendo nombrado para tal cargo inicialmente en Riveray transferido  en diciembre del mismo año a igual puesto en el departamento de Cerro Largo.
Posteriormente ocupó la titularidad del Juzgado Letrado de San José.

## Juez Letrado en Montevideo
En octubre de 1964 ascendió a cumplir funciones en la capital del país al ser nombrado Juez Letrado de Instrucción y Correccional de Cuarto Turno,cargo en el que permaneció pocos meses ya que en febrero de 1965 fue designado Juez Letrado Nacional de Hacienda y Contencioso Administrativo de Segundo turno.

## Tribunal de Apelaciones
En 1974 recibió un nuevo ascenso al ser designado ministro del Tribunal de Apelaciones en lo Civil de Cuarto Turno,el que integró durante siete años.

## Suprema Corte de Justicia
El 28 de diciembre de 1981 el Consejo de la Nación lo eligió por unanimidad, a propuesta del Poder Ejecutivo, como miembro de la Suprema Corte de Justicia, para cubrir la vacante generada por el cese de Carlos Dubra.
Fue el primer magistrado en incorporarse a la Suprema Corte luego del dictado del Decreto Constitucional-Acto Institucional número 12, en noviembre de dicho año, que había derogado el número 8 de 1977, restablecido el carácter de Poder del Estado del Poder Judicial y el nombre de Suprema Corte de Justicia a su órgano máximo. Sin embargo, no le había devuelto sus competencias tradicionales consagradas en la Constitución de 1967, sino que todo lo relativo a la administración del Poder Judicial, designación y traslado de jueces había sido confiado a un nuevo órgano denominado Consejo Superior de la Judicatura, presidido por el ministro de Justicia y con integración mixta de miembros magistrados y no magistrados.
El Poder Judicial solo recobraría la plenitud de su independencia y sus funciones constitucionales con el restablecimiento de la democracia en 1985.

## Fallecimiento. Vida personal
Erik Colombo falleció el 28 de noviembre de 1982, a los 61 años de edady tras ocupar su cargo en la Suprema Corte durante solo once meses. El suyo fue uno de los períodos más breves de permanencia de un ministro en la historia del alto tribunal, únicamente superado por Carlos Fein y Domingo González que lo hicieron durante siete meses (si bien estos últimos, en realidad, habían integrado por varios años el Superior Tribunal de Justicia, órgano que antecedió en sus funciones a la Alta Corte de Justicia hasta la creación de esta en 1907. 
La vacante generada en la Corte por el fallecimiento de Colombo fue cubierta por el Consejo de la Nación en enero de 1983 con la designación de Juan José Silva Delgado. 
Colombo contrajo matrimonio en 1953 con Eloísa Trujillo, con la que tuvo dos hijos, José Luis y Estela Colombo Trujillo.